# Schlacht bei Leuktra
In der Schlacht bei Leuktra besiegten die Thebaner unter ihrem Feldherrn Epaminondas am 5. August 371 v. Chr. die Spartaner, die in der Folge ihre seit dem Peloponnesischen Krieg bestehende Hegemonie über Griechenland einbüßten. Die Thebaner wandten bei Leuktra erstmals die Schiefe Schlachtordnung an. Damit bereiteten sie dem Heer Spartas, das bis dahin als unbesiegbar gegolten hatte, die erste Niederlage in offener Feldschlacht und entschieden den Boiotischen Krieg für sich. Als Folge konnte das böotische Heer im Jahr darauf auf der Peloponnes bis nach Sparta selbst vorstoßen und zerstörte so dessen Machtstellung durch die Helotenbefreiung und Wiedererrichtung Messeniens als eigenständiges Staatswesen sowie den Übertritt von einigen Bündnern Spartas auf Seite Thebens, wodurch sich der Peloponnesische Bund letztlich auflöste. Hierdurch trat Theben in die Nachfolge Spartas als Hegemon von Griechenland.

## Vorgeschichte
Zwischen 395 und 387 v. Chr. kämpfte Sparta im Korinthischen Krieg um die Vorherrschaft in Griechenland gegen eine Allianz aus Theben, Athen, Korinth und Argos, die von Persien finanziell unterstützt wurde. Das erste Scharmützel dieses Krieges konnte Theben bei Haliartos gegen eine spartanische Eingreiftruppe für sich entscheiden, bevor das spartanische Bürgerheer eintraf. In den weiteren Schlachten schlug Sparta die Heere der Verbündeten und konnte somit seine Vormachtstellung im Frieden des Antalkidas (=Königsfrieden) behaupten. Die Folgezeit war von steten Spannungen zwischen Theben, das die Oberhoheit in Böotien beanspruchte, und Sparta, das diesen Konkurrenten nicht dulden wollte, überschattet. 382 besetzte der spartanische Truppenführer Phoibidas ohne Weisung die Kadmeia, die Zitadelle Thebens, und legte eine Besatzung hinein. Dies hatte eine Stärkung des Patriotismus in Theben zur Folge. Drei Jahre später, 379, wurde die Garnison von den Thebanern wieder vertrieben. Als eine Gruppe böotischer Städte Sparta bat, sie von der politischen Kontrolle Thebens zu befreien, und Sparta daraufhin den Abzug der thebanischen Garnisonen aus diesen böotischen Städten forderte, kam es erneut zum Krieg.

## Ausgangslage

Möglicher Weg des spartanischen Heeres

Einer der beiden spartanischen Könige, Kleombrotos I., befand sich zu Kriegsbeginn mit einer Armee in Phokis nahe Delphi. Statt die gewöhnliche Pass-Strecke nach Böotien zu nehmen, entschied sich Kleombrotos, durch die Berge über das etwa 50 km entfernte Thisbe zu marschieren und den 7 km von Thisbe gelegenen befestigten Hafenplatz Kreusis inklusive 12 thebanischer Schiffe zu besetzen. Diese Bewegungen führte er so rasch aus, dass die Thebaner erst durch die Einnahme Kreusis' von seiner Anwesenheit erfuhren. In der richtigen Annahme, dass Kleombrotos nunmehr direkt gegen Theben marschieren werde, versammelte Epaminondas die Truppen Thebens und seiner Alliierten bei dem kleinen Ort Leuktra, etwa 9 km südwestlich von Theben, an der Straße nach Thisbe. Nach einem Marsch von 25 km traf Kleombrotos ebenfalls dort ein. Beide Seiten suchten die Entscheidungsschlacht: Kleombrotos, um dem Nachstellungen als Thebaner-Freund in der Heimat zu entgehen, die Thebaner, um die böotischen Verbündeten nicht wankelmütig werden zu lassen. Jedoch herrschte unter den sechs anwesenden böotischen Feldherren zunächst Uneinigkeit darüber, ob man sich auf eine offene Feldschlacht einlassen solle. Epaminondas war der Hauptbefürworter für den Kampf. Erst als ein siebter General eintraf und sich seiner Position anschloss, fiel die Entscheidung zugunsten der Schlacht.

## Verlauf der Schlacht

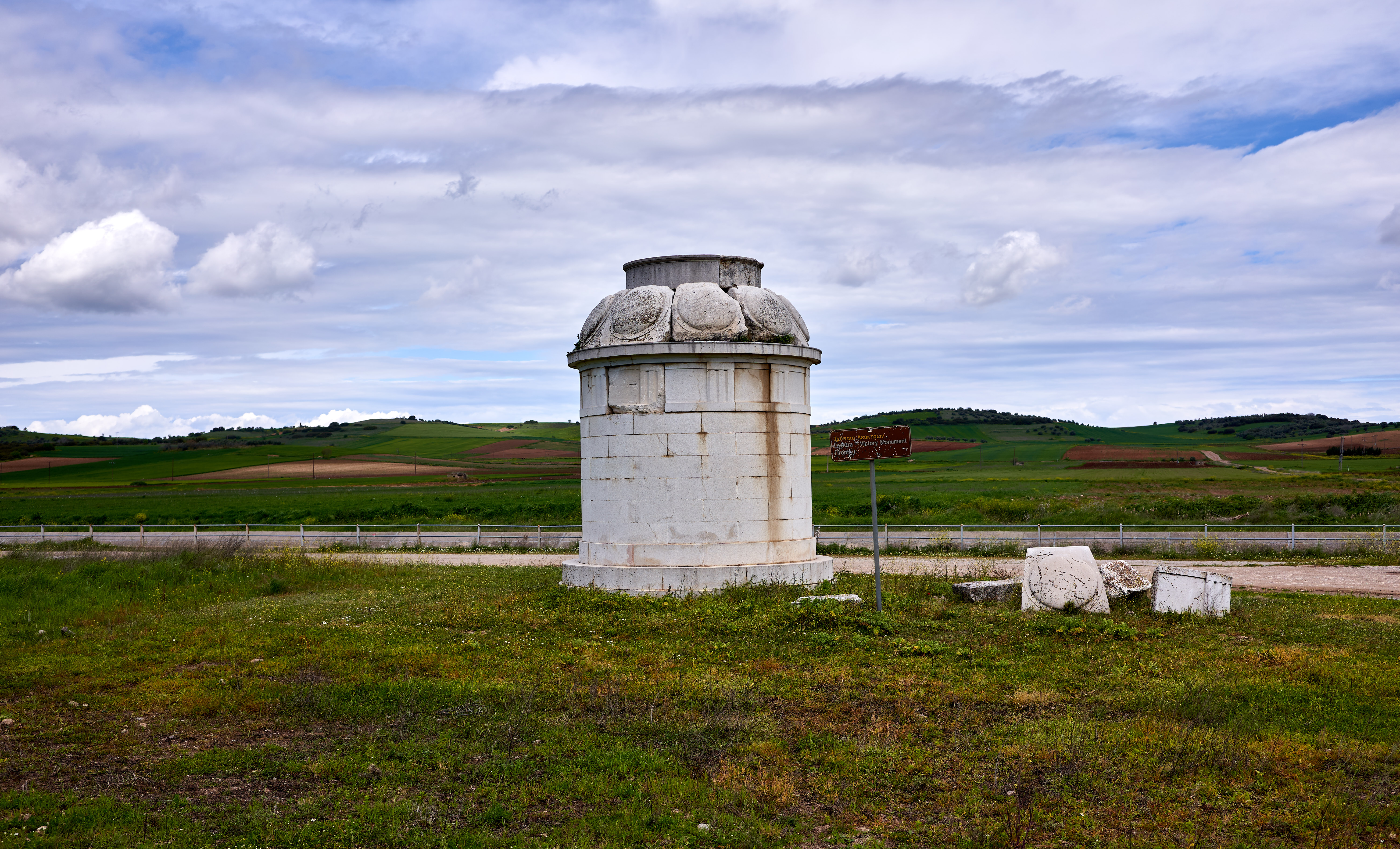
Der restaurierte Sockel des thebanischen Siegesmonuments bei Leuktra

Als sich beide Heere zur Schlacht aufstellten, gingen sie unterschiedlich vor:
- Die Spartaner vertrauten auf die numerische Überlegenheit und den Nimbus ihrer Unbesiegbarkeit. Demnach stellten sie sich in der klassischen Formation auf: Die Spartaner mit ihrem König (ca. 700 Mann)[8] und den besten Truppen der Peloponnesier auf der Rechten, Peltasten und andere erfahrene Verbündeten bildeten das Zentrum, die schwächsten Kräfte formten die Linke. Kleombrotos stellte seine Armee in 12 Gliedern auf.[9] Da die Spartaner Meister des Manövrierens waren, konnten sie auch noch in der Schlacht ihre Reihen für ein Umfassungsmanöver ausdehnen, indem sie die letzten 6 Glieder quasi hinter der Front nach rechts ausdünnten. Vor der Schlachtordnung stellte Kleombrotos die Reiterei auf, welche den Kampf gegen die ebenfalls vor die Schlachtreihen der Thebaner aufgestellte böotische Reiterei beginnen sollte, um der Hopliteninfanterie dahinter Zeit zur Aufstellung zu geben.[10]
- Die Thebaner verfügten über die zahlreichere und bessere Reiterei, aber über weniger und in der Masse nicht so erfahrene Truppen wie die Spartaner. Unter den Bedingungen einer klassischen Schlachtordnung, würden die Spartaner die böotische Linke umfassen und so am traditionell schwächsten Punkt die Phalanx durchbrechen. Epaminondas entschied sich daher, die Schlachtaufstellung zu verändern. Es war zu erwarten, dass die überlegene böotische Kavallerie die Reiterei und die Plänkler der Peloponnesier zerstreuen und danach durch Flankenangriffe die Hoplitenbewegungen ausbremsen würde. Da die Reiterei der damaligen Zeit aber nicht stark genug war, um direkt gegen Hopliten vorgehen zu können, würde die Schlacht dennoch durch die Phalanx entschieden. Und hier griffen die Thebaner auf eine Erfahrung aus früheren Schlachten zurück: Bei Delion hatten die Thebaner die Athener u. a. geschlagen, weil sie ihren rechten Flügel mit 25 Gliedern massiert hatten[11], bei Koroneia hatten sie einen Verzweiflungsdurchbruch durch die feindlichen Linien erzwungen, der den Spartanern erhebliche Verluste beigebracht hatte, indem sie ihr eigenen Truppen quasi zu einem Karrée massierten.[12] Um die numerische Überlegenheit der Spartaner und ihrer Verbündeten auszugleichen, musste Epaminondas daher einen raschen Sieg gegen die stärksten Kräfte des Feindes führen. Folglich massierte er seine Truppen nicht auf seinem rechten, sondern seinem linken Flügel – den Spartanern gegenüber. Die Thebaner formierte er zu einem Karrée von 50 × 50 Soldaten,[13] wobei die ersten sechs Glieder durch die Heiligen Schar gebildet wurden – eine Eliteeinheit aus 150 gleichgeschlechtlichen Paaren unter der Führung des Pelopidas.[14] Aufgrund jahrelanger Kampferfahrung stellte die Heilige Schar eine den besten Spartiaten gleichwertige Kampfeinheit dar. Seine restlichen Truppen stellte Epaminondas spiegelbildlich zu den spartanischen Verbündeten auf: gute Truppen im Zentrum, die schwächsten Einheiten auf der Rechten.

Nachdem sich die Heere bei Leuktra aufgestellt hatten, eröffneten die spartanischen Peltasten und Plänkler die Schlacht. Anschließend entwickelte sich ein Gefecht zwischen der spartanischen Reiterei und den böotischen Reitern. Kleombrotos hatte die spartanischen Reiter vor seine Front gestellt. Wie zu erwarten war, wurde die spartanische Reiterei vom Feld gedrängt, brachte aber bei ihrer Ausweichbewegung durch die schmalen Gassen zwischen den spartanischen Abteilungen die Phalanx in Unordnung, und die begonnene Flankierungsbewegung gerade auf dem spartanischen rechten Flügel wurde behindert.
Die thebanische Phalanx rückte mit dem linken Flügel vor und hielt das Zentrum und noch mehr den rechten Flügel gestaffelt zurück. Diese uneinheitliche Bewegung der böotischen Phalanx wurde von den Spartanern nicht erkannt, da der aufgewirbelte Staub der thebanischen Reiterei, die noch zwischen beiden Heeren stand, die Sicht beeinträchtigte. Als die Spartaner auf ihrem Flügel gerade das Ausfächern zur Umfassung der Thebaner ausführten, löste Pelopidas die Heilige Schar von ihrer Kolonne und attackierte die Spartaner frontal, um den Vorteil auszunutzen, dass die Spartaner noch nicht neu sortiert waren. Deren nunmehr in Teilen nur noch 6 Glieder hielten zwar dem ersten Aufprall stand, konnten aber nichts mehr den nachsetzenden 44 Gliedern des thebanischen Karrées entgegenhalten; sie wurden durch dieses quasi zweite Treffen vollständig überrannt und wichen bis in ihr Lager zurück. Als die Verbündeten sahen, dass die Spartaner geschlagen waren, überließen sie das Feld den Thebanern.
Die Niederlage war für die Spartaner verheerend: Bei dem Zusammenbruch des spartanischen Flügels wurden zwei spartanische Mora nahezu vollständig vernichtet: König Kleombrotos, sein Stellvertreter der Polemarchos Deinon, der Zeltgenosse des Königs Sphodrias und dessen Sohn Kleonymos, die Leibgarde des Königs und 400 Spartiaten – von 700 Vollbürgern Spartas – sowie 600 Neodamodeis und Periöken waren gefallen. Niemals zuvor war ein spartanischer König in einer Schlacht gegen andere Griechen umgekommen. Von Spartanern wie auch von den anderen Griechen wurde allgemein anerkannt, dass die beiden Königsdynastien Spartas auf Herakles zurückgingen und die Herakleiden galten als unverwundbar. Somit kam zu den für Sparta horrenden Menschenverlusten auch die Erschütterung ihres militärischen Prestiges hinzu.
Als Folge erkannten die übrigen Heerführer Spartas die Niederlage an, indem sie einen Herold zu den Thebanern schickten, um für die Herausgabe der Toten für die Bestattung zu bitten. Die Thebaner errichtete daraufhin ein Siegesmal.

## Folgen der Schlacht
Als in Sparta die Nachricht von der Niederlage eintraf, verboten die Ephoren den Frauen, Trauergesänge anzustimmen, um das Ausmaß der Katastrophe zu verheimlichen. Gleichzeitig wurde die gesamte restliche Armee aufgeboten inklusive älterer Jahrgänge, um ein Entsatzheer für die sich noch in Böotien befindlichen Truppen aufzustellen. Unter dem Kommando des Prinzen Archidamos rückten die Spartaner nach Korinth vor, wo sie sich mit den Bündnern des Peloponnesischen Bundes vereinigten und Seestreitkräfte bemannten, um entweder zu Lande oder über den Golf von Korinth in Böotien einzufallen.
Die Böoter schickten daraufhin Herolde an ihre Verbündeten in Athen und Thessalien. Die Athener waren geopolitisch wie wertorient seit längerem Bündnispartner der Thebaner geworden. Beide kämpften gegen Athens Erzrivalen Sparta und Theben hatte den attischen Demokraten geholfen, 403 v. Chr. die 30 Tyrannen in Athen zu stürzen und die Demokratie wieder zu errichten. Der Aufforderung, nunmehr die Spartaner durch einen gemeinsamen Feldzug gegen das Entsatzheer endgültig zu vernichten, kamen sie aber nicht nach. Vielmehr wiesen sie den Boten ab, ohne ihm eine Antwort gegeben zu haben. Und obwohl Jason von Pherai aus Thessalien mit Truppen nach Theben kam, riet er zum Waffenstillstand, um den jüngsten Gewinn nicht aufs Spiel zu setzen. Durch den Waffenstillstand, den Jason vermittelte, konnten sich die geschlagenen Truppen der Spartaner nach Megara zurückziehen, wo sie auf das Entsatzheer trafen. Nachdem das Gesamtheer nach Korinth gezogen war, löste es sich auf.

## Bedeutung der Schlacht
Die Bedeutung der Niederlage Spartas erschütterte die griechische Welt. Seit der Niederlage Athens im Peloponnesischen Krieg war Sparta die unangefochtene Militärmacht Griechenlands gewesen. Auch wenn diese Hegemonie seit dem Korinthischen Krieg (395–387 v. Chr.) bestritten wurde, war Sparta dennoch der politische Akteur, an dem sich alle ausrichteten - zumal Sparta als der vom persischen König eingesetzte Aufseher über den Königsfrieden von 387 v. Chr. die Autorität besaß oder sich zumindest anmaßte, in die Belange der anderen Griechenstädte eingreifen zu dürfen. Durch den entscheidenden Sieg über Sparta und seine Bundesgenossen wurde nicht nur jeglichem Versuch Spartas, auf die inneren Angelegenheiten des böotischen Bundes Einfluss zu nehmen, ein Riegel vorgeschoben. 
Auch den anderen Staaten Griechenlands wurde die Bedeutung dieser Schlacht sofort bewusst: Jason von Pherai versuchte die Thebaner von weiteren Aktionen abzuhalten, um in einem Kräftegleichgewicht sowohl von Theben als auch von Sparta umworben zu sein. Auch die Athener kamen ihren verbündeten Thebanern nicht zur Hilfe, um nicht eine spartanische Hegemonie auf dem Festland durch eine thebanische abzulösen. Vielmehr luden sie alle Städte Griechenlands nach Athen ein, um den Königsfrieden zu erneuern - aber zu anderen Konstellationen, als es die Spartaner noch im Vorjahr vorgeschlagen hatten. Durch die Teilnahme von Theben wie auch Sparta an dem Kongress, erkannten beide Staaten Athen als Vermittler an. Aus der Auseinandersetzung von Sparta und Theben war Athen als lachende Dritte hervorgegangen - ein Umstand der beiden Staaten nicht gefallen konnte.
Die Erneuerung der Freiheit aller Poleis führte aber gerade auf der Peloponnes zu neuen Unruhen aufgrund der Implosion der spartanischen Autorität. Die Städte Mantineia und Tegea gerieten in Streit und Sparta versuchte erneut, aber diesmal erfolglos, seine Interessen durchzusetzen. Dies nutzen die Böoter zum Eingreifen aus. Der Böotische Bund beschloss im Jahr 370 v. Chr. einen Angriff auf die Peloponnes und wählte Epaminondas erneut zum Böotarch. Das böotische Heer fiel auf der Peloponnes ein, bewog die Achäer, Eleier und Arkadier zum Abfall von Sparta und drang durch Lakonien bis Sparta vor. Obwohl die Stadt aufgrund ihrer bisherigen militärischen Überlegenheit über keine Stadtmauern verfügte, wurde sie nicht weiter belagert.  Das Heer zog über Gytheion nach Messenien, deren Bergfeste Messene wiederbefestigt wurde. Hierdurch konnten sich die versklavten Heloten – ca. 70–80 % der Bevölkerung Spartas – befreien und in ihrer traditionellen Heimat Messenien ein von Sparta unabhängiges Staatswesen wiederbegründen. Die spartanische Ökonomie, die auf die Heloten als Landarbeiter angewiesen war, brach daraufhin zusammen.
Durch neue Bündnisse auf der Peloponnes und ihr Ausgreifen nach Thessalien löste Theben nunmehr Sparta als bedeutendste Militärmacht in Griechenland ab, was zu einer völligen Umkehr der diplomatischen Verhältnisse führte. Als Folge schloss Athen mit seinem ehemals großen Rivalen Sparta Frieden und ein Bündnis gegen Theben, mit welchem sie keine zehn Jahre vorher noch gegen Sparta verbündet war.

## Bewertung und Forschungsstand
Taktische Bedeutung

Ausdehnung der Heere bei unterschiedlichen Stärken und Tiefengliederungen. Im Extremfall haben die Spartaner eine dreimal breitere Front und können ihre Gegner umfassen

- Die Schlacht von Leuktra ist die erste Schlacht, für die der Gebrauch der Schiefen Schlachtordnung nachgewiesen ist. Die Schiefe Schlachtordnung gilt bis heute als hohe Kunst der Taktik.
- Epaminondas war der erste europäische Feldherr, der durch bewusste Schwächung an anderer Stelle einen Schwerpunkt an der Stelle bildete, wo er den Erfolg suchen wollte. Er wird daher als Schöpfer des taktischen Prinzips der Konzentration betrachtet.
- Durch die organische Verbindung der Kavallerie mit den Hopliten auf beiden Flügeln gilt Epaminondas auch als Begründer des taktischen Prinzips vom Gefecht der verbundenen Waffen in Europa.

Mit Hans Delbrück begann in den 1880er Jahren ein Streit um die Stärke der Heere, die in Leuktra aufeinander trafen, die taktische Konzeption (Idee des Gefechts), welche Epaminondas der Schlacht zugrunde legte, die taktischen Prinzipien, welche in dieser Schlacht zu Tage traten, und die Besonderheit oder Gewöhnlichkeit des Verlaufs und Erfolgs dieser Schlacht. Delbrück zweifelte die überlieferten Zahlenangaben an. Er sah keinen Anlass, anzunehmen, dass die Spartaner mit zehn- bis elftausend Hopliten auf dem Kampfplatz erschienen waren, während Epaminondas nur sechs- bis siebentausend zur Verfügung gehabt hätte. Vielmehr ging er davon aus, dass beide Heere etwa gleich stark an Hopliten gewesen seien, die Böotier jedoch eine auch zahlenmäßig überlegene Kavallerie besessen hätten. Ausschlaggebend war dabei für ihn unter anderem die Überlegung, dass der thebanische Sieg auch gegen eine Gleichzahl als herausragende taktische Leistung zu bewerten sei, der Sieg gegen eineinhalbfache Überlegenheit den Ruhm Epaminondas’ nicht erhöhen könne. Der Streit dauert bis heute an. Heutige Vertreter der Kritik an Delbrücks Auffassung sind Victor Davis Hanson und Donald Kagan, die davon ausgehen, dass die Schiefe Schlachtordnung keinem Plan entsprach, sondern eher zufällig während des Gefechts entstand und nicht Ausdruck eines Siegeswillens, sondern einer Verzögerungstaktik war. Beide stützen sich dabei auch auf die numerische Überlegenheit der Spartaner. Die Einführung des Gefechts der verbundenen Waffen sehen beide erst unter Alexander dem Großen im makedonischen Heer. Die Verwendung der Kavallerie, die Tiefengliederung und die Möglichkeit, die Elite links einzusetzen, rechnen sie Epaminondas nicht an, da es dies schon vorher in einigen Schlachten gegeben hatte, jedoch nicht in dieser Kombination. Sie akzeptieren aber Epaminondas als Begründer des Prinzips der Konzentration.